# Marienstraße 18 (Weimar)

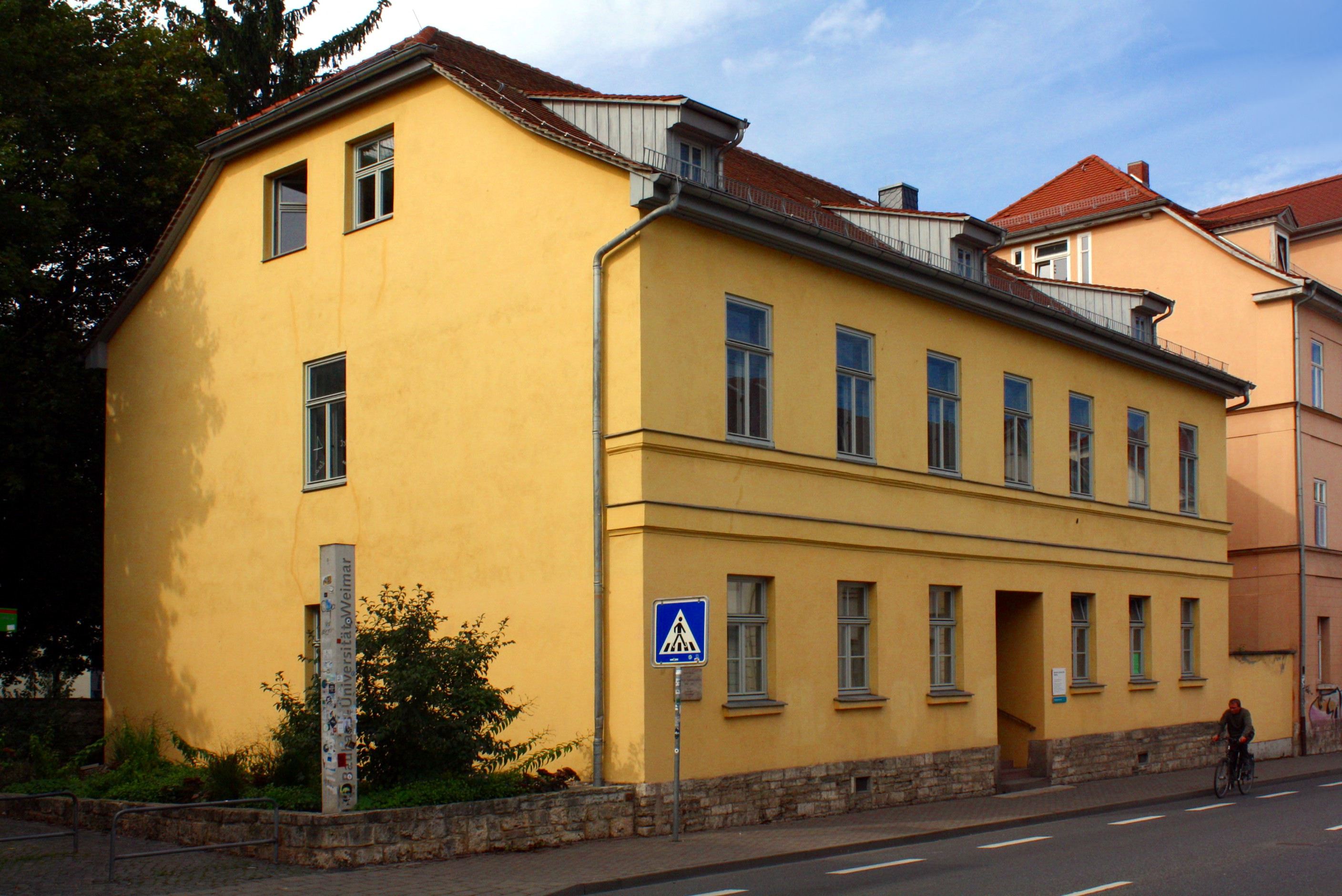
Marienstraße 18, 2014

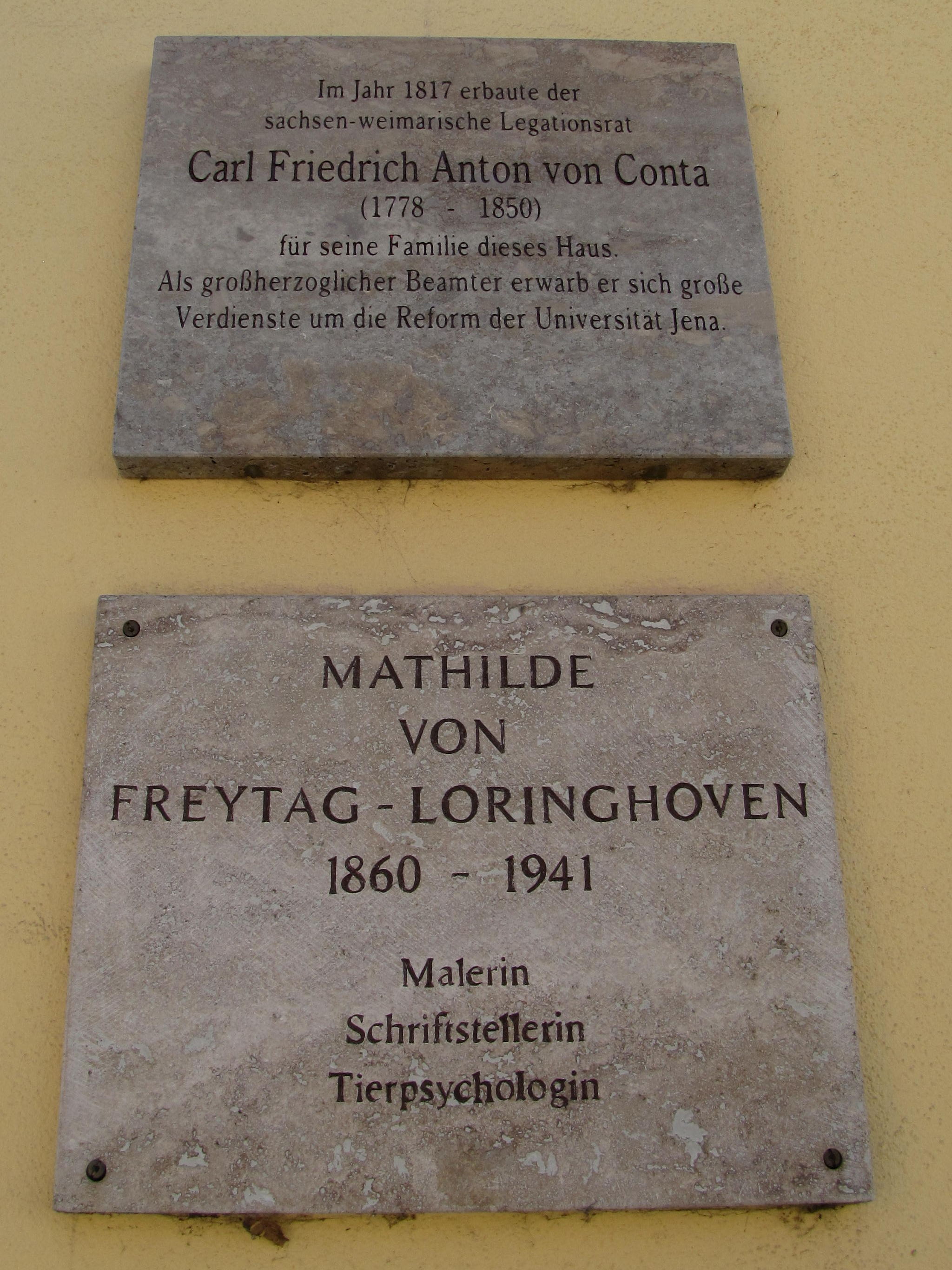
Gedenktafeln an Karl von Conta und Mathilde Freiin von Freytag-Loringhoven

Das Haus Marienstraße 18 in Weimar befindet sich an der Ecke zur Geschwister-Scholl-Straße.
Das schlichte Haus entstand 1818 nach einem Entwurf von Clemens Wenzeslaus Coudray. Bauherr war Carl Friedrich Anton von Conta (1778–1850).
Das Gebäude, ein zweigeschossiger siebenachsiger Putzbau mit Schopfwalmdach und Dachgauben, steht auf der Liste der Kulturdenkmale in Weimar (Einzeldenkmale).
In dem von der Bauhaus-Universität Weimar genutzten Haus befindet sich das Büro der Fachschaft.

## Gedenktafeln
An der Fassade sind zwei Gedenkplatten angebracht. Die obere trägt die Inschrift: 
Im Jahr 1817 erbaute der
sachsen-weimarische Legationsrat
Carl Friedrich Anton von Conta
(1778–1850)
für seine Familie dieses Haus.
Als großherzoglicher Beamter erwarb er sich große
Verdienste um die Reform der Universität Jena.
Die zweite Inschrift erinnert an Mathilde Freiin von Freytag-Loringhoven, eine Bewohnerin des Hauses. Diese Inschrift lautet: 
MATHILDE / VON / FREYTAG–LORINGHOVEN
1860 – 1941
Malerin / Schriftstellerin / Terpsychologin

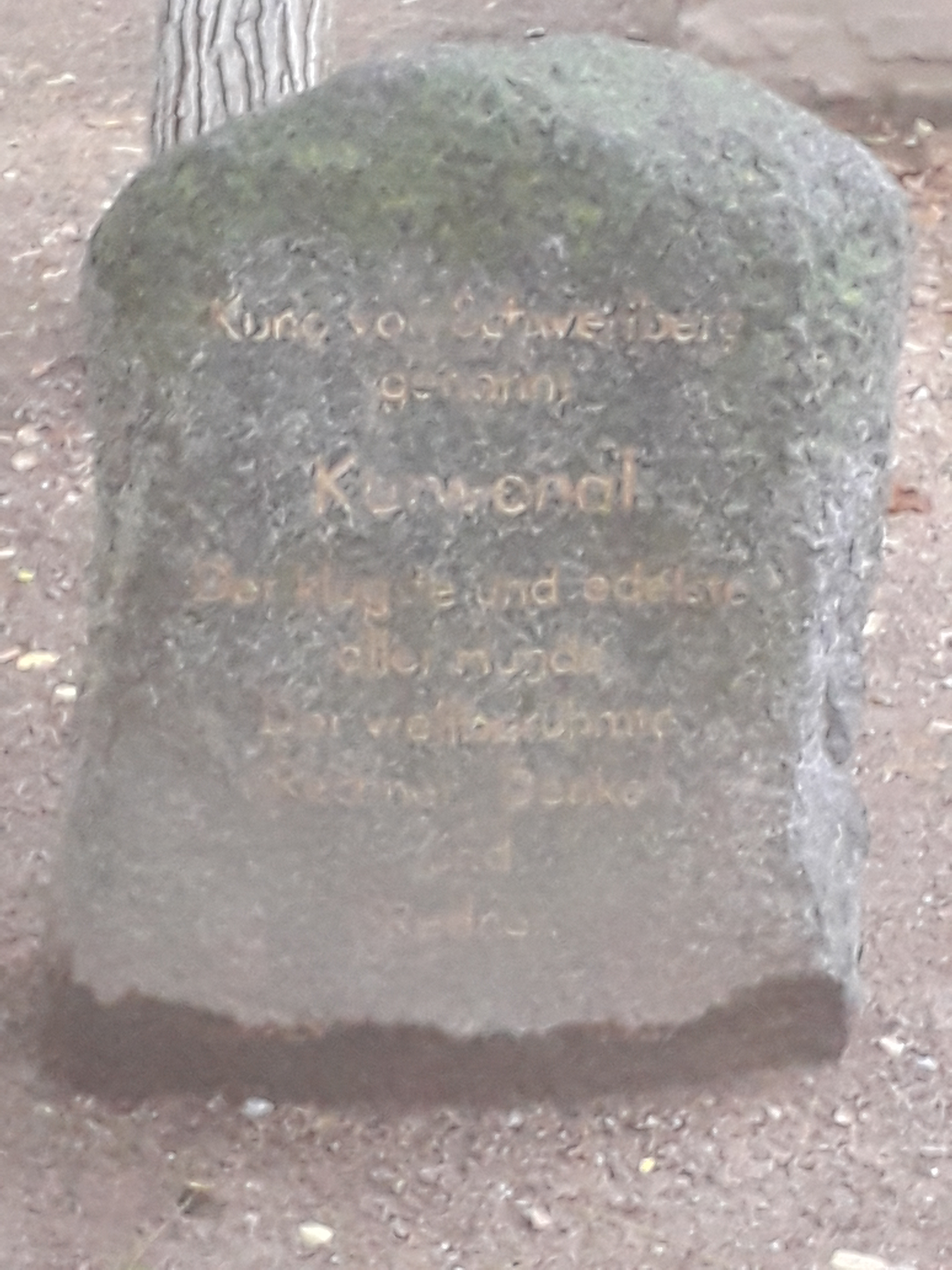
Gedenkstein für den Hund Kurwenal

Im Gartenbereich steht ein Gedenkstein für den Hund Kurwenal, den Dackel der Freiin von Freytag-Loringhoven, über den 1933 in dem Stuttgarter Verlag Richard Jordan eine Monographie erschienen ist. Dieser Stein trägt die Inschrift:
Kuno von Schwertberg / genannt / Kurwenal / der klügste und edelste / aller Hunde / der Welt berühnter / Rechner, Denker / und / Redner